# Nationaal park Skjoldungernes Land

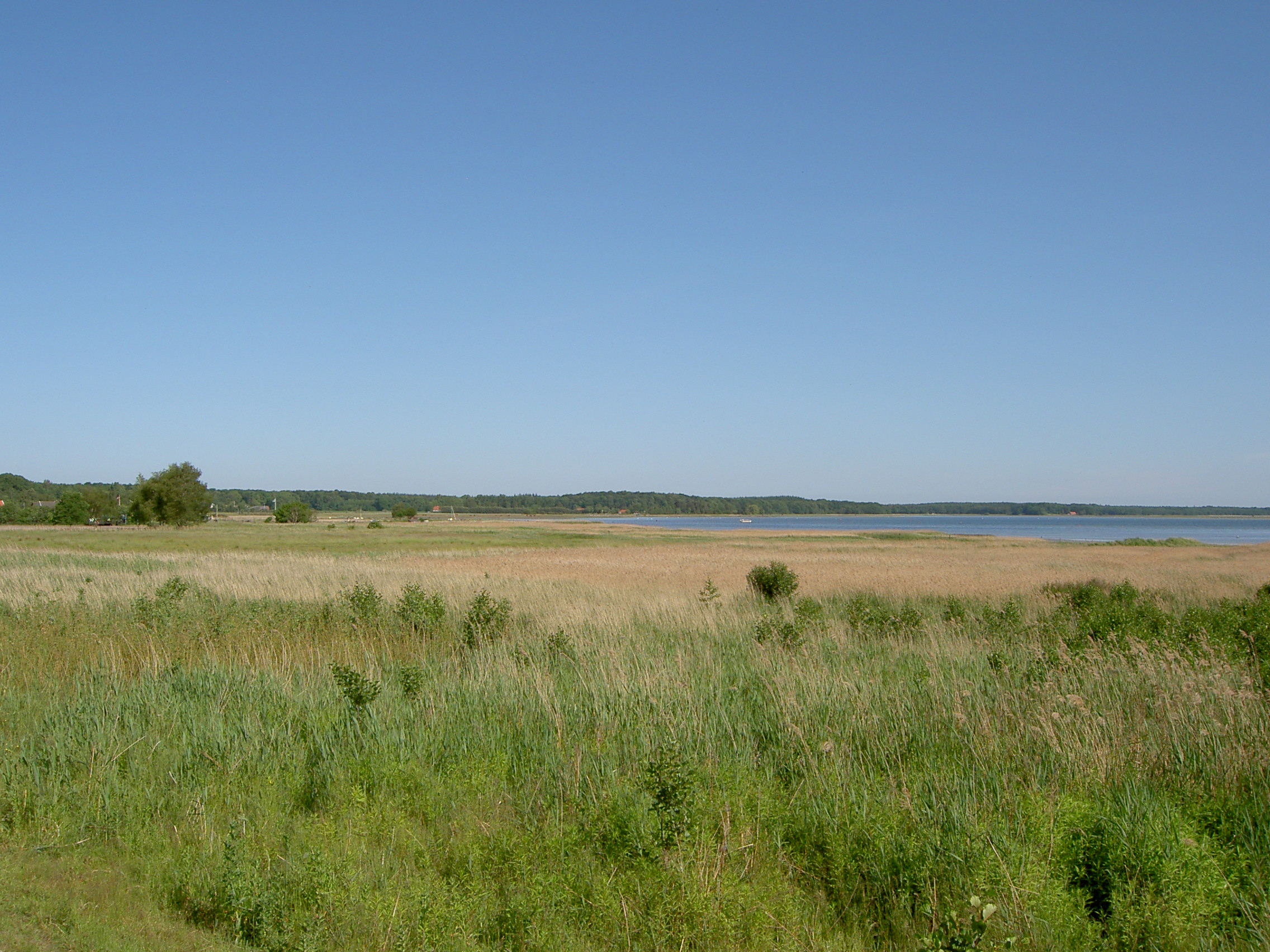
Roskildefjord vanaf Jægerspris

Het Nationaal park Skjoldungernes Land is een nationaal park in Denemarken. Het is gelegen bij Roskilde, heeft een omvang van 170 km² en is opgericht in 2015.
Hoewel er al in 1960 een plan bestond om een natuurpark te stichten in de buurt van de hoofdstad, werden de plannen voor dit park concreet toen na 2003 de Deense overheid initiatieven nam nationale parken in Denemarken te stichten. Zowel de definitieve besluitvorming als de stichting van het park vond plaats in 2015. 
Ongeveer 50 procent van het park is particulier eigendom, de rest is staatsbos.
Net als bij de andere nationale parken in Denemarken is het doel het behoud en de versterking van natuur, monumenten, landschap en cultuurhistorie.

## Landschap en natuur
Het park wordt gekenmerkt door zeer uiteenlopende landschappen, die als een mozaïek met elkaar verbonden zijn. Naast de Roskildefjord zijn er eilanden en eilandjes, kwelders en schorren, rotsen, weilanden, rietvelden, moerassen, bouwlanden, bossen, meren, beken en stedelijke landschappen.
Het nationale park is een zeer belangrijk broed- en rustgebied voor watervogels. Het park omvat tevens de voormalige koninklijke bossen van Bidstrup. Ongeveer 60% van het landoppervlak is beschermd.
Zowel het water als de bossen zijn rijk aan planten- en diersoorten. De bossen ontlenen hun soortenrijkdom aan de kalkrijke bodem en het reliëf. 
In de bossen komen zeer oude bomen voor zoals een eik waarvan de leeftijd op 1000 jaar wordt geschat. Op sommige plaatsen in het park komt veenmos voor dat zich in enorme tapijten uitstrekt. Vermeldenswaard is de zeldzame plantensoort uit het geslacht Vincetoxicum. Deze plant is en wordt gebruikt als medicijn tegen giftige beten door dieren en tegen infectieziekten.
Wat de fauna betreft verdient de hazelmuis vermelding, een soort die voorkomt in de bossen. 
Een andere bijzonderheid in het park vormen de zeearenden, die een overvloed aan voedsel hebben in de vorm van vis en watervogels. Elk jaar worden nieuwe arendjongen voortgebracht. In de lente en de zomer zijn de circa twaalf zeearenden goed te zien, ook hoe ze vis of vogels vangen. Bijzonder verschijnsel in het park is de zogenaamde zwarte maan, als duizenden kuifeenden samen vliegen. Van de vele vogelsoorten is nog vermeldenswaard de nachtegaal.

## Cultuurhistorie
Het park bevat overblijfselen van menselijke beschaving uit verschillende perioden, zoals de Bronstijd, IJzertijd en Vikingtijd. Op verscheidene plaatsen zijn grafheuvels, maar ook resten van schepen, sieraden en wapens te vinden. Het nationale park toont de omgang van mensen met de natuur uit verschillende tijden, zoals oude bosbouw- en landbouwpraktijken. Roskilde is van historisch belang voor het koninklijke huis.

## Recreatie
In het park zijn verschillende wegen en paden, voor fietsers, wandelaars (langeafstandswandelpad Skjoldungestien), ruiters en auto’s. Daarnaast zijn er verschillende typen accommodaties voor kampeerders.

## Bron
- Officiële website

Kongernes Nordsjælland ·
Mols Bjerge ·
Noordoost-Groenland · 
Skjoldungernes Land· 
Thy ·
Vadehavet (Waddenzee)·